# 萩原哲
萩原 哲（はぎわら てつ、1998年5月1日 - ）は、京都府宇治市出身の元プロ野球選手（捕手）。右投左打。

## 経歴

### プロ入り前
宇治市立御蔵山小学校1年の時から少年野球チームに所属し、宇治市立木幡中学校では京都木津川シニアに所属。
宮崎県の日南学園高校に進学し、2年春から正捕手。3年時は春夏連続で甲子園に出場し、3年夏はベスト16。
創価大学では1年春から正捕手。リーグ戦は通算77試合に出場し、打率.269（242打数65安打）、1本塁打、38打点。4年時は主将も務めた。
2020年10月26日のドラフト会議において、読売ジャイアンツから7巡目で指名された。このドラフトでは同級生の保科広一も読売ジャイアンツから育成11位で指名されている。12月2日、契約金3000万円、年俸740万円で仮契約（金額は推定）。背番号は69。担当スカウトは野間口貴彦。ドラフト会議直前の10月18日にリーグ戦で左手親指靱帯を断裂し、11月5日に手術を受けた。

### 巨人時代
2021年は一軍デビューは果たせず、二軍公式戦（イースタン・リーグ）の出場も24試合、打率.220、1本塁打、2打点という結果に終わった。また二軍では打力を生かすために一塁や外野にも挑戦した。
2022年は新型コロナウイルスに感染した選手の代替選手としてフレッシュオールスターゲームに出場。8月2日には一軍初昇格を果たすも、出場機会が無いまま二軍に降格となった。故障の影響でオフに育成再契約を行い、12月14日に翌年の背番号が069に変更となった。
2023年は7月から二軍戦に復帰。以降は15試合に出場して打率.286の成績を残した。
2024年は二軍戦38試合に出場し、打率.250、0本塁打、4打点という成績だった。シーズン終了後の10月26日に戦力外通告を受け、現役を引退。

### 現役引退後
2025年からは球団のスコアラー（二軍専属担当）に転身した。

## 選手としての特徴
強肩強打の捕手。二塁送球のタイムは1.8秒。

## 詳細情報

### 年度別打撃成績
- 一軍公式戦出場なし

### 背番号
- 69（2021年[4] - 2022年）
- 069（2023年[9] - 2024年）